# سيدي احميدة (سيدي علي بن حمدوش)
سيدي احميدة هي إحدى مشيخات المملكة المغربية، تتبع جغرافيا لإقليم الجديدة وإداريًا لسيدي علي بن حمدوش. يقدر عدد سكانها بـ 11751 نسمة حسب الإحصاء الرسمي للسكان والسكنى لسنة 2004.